# 院基寺水库
院基寺水库是中国湖北省武汉市黄陂区境内的一座水库，位于滠水支流泊沫港上，建于1960年。水库正常库容为4978万立方米，集雨面积为84平方千米，海拔为55.76米。